# Lázaro Báez
Lázaro Báez (* 11. Februar 1956 in Corrientes) ist ein argentinischer Bauunternehmer.
Báez wurde in Corrientes geboren und zog in den 1960er Jahren mit seiner Familie nach Puerto Santa Cruz. Später zog er nach Río Gallegos. Dort schloss er in den 1990er Jahren Freundschaft mit dem Bürgermeister und späteren Provinzgouverneur und Staatspräsidenten Néstor Kirchner. Im Jahr 2003, 12 Tage vor dem Präsidentschaftsantritt von Néstor Kircher, gründete Báez das Bauunternehmen Austral Construcciones, das schnell zu einem der größten argentinischen Unternehmen wurde. 2011 war er als Bauherr für den Bau des Mausoleums von Néstor Kirchner verantwortlich. Ab 2015 – nach dem Ende der Präsidentschaft Cristina Kirchners – erhielt das Unternehmen keine weiteren Aufträge und Báez bemühte sich um die Liquidation.

## Korruptionsverfahren
Lázaro Báez ist die zentrale Figur des Korruptionsverfahrens gegen Mitglieder der Familie Kirchner, darunter die ehemalige Präsidentin Cristina Fernández de Kirchner und deren Kinder Máximo Kirchner und Florencia Kirchner. Die Familie Kirchner soll ihre Machtpositionen genutzt haben, um Lázaro Báez umfangreiche Bauaufträge zuzuspielen und Gelder zu veruntreuen. Darunter eine Summe von rund 200 Millionen Argentinischen Pesos (ca. 13,3 Mio. US-Dollar), die für den Ausbau des Straßennetzes der Provinz Santa Cruz genutzt werden sollte, schließlich aber für die Renovierung der Residenz des Staatsoberhaupts in Buenos Aires sowie ein Messegelände verwendet wurde. In weiteren Fällen (Casos Hotesur / Los Sauces) werden Báez und der Familie Kirchner vorgeworfen, rund 80 Millionen Pesos gewaschen zu haben. Unter anderem soll Báez als Gegenleistung für die illegale Erteilung von Bauaufträgen Geld für fingierte Hotelbuchungen an die Immobilienunternehmen der Kirchners überwiesen haben. Zwischen 2010 und 2013 soll er die Geldwäsche von Vermögen in der Schweiz, Panama und weiteren Staaten organisiert haben.
Im Rahmen der Korruptionsprozesse wurde bekannt, dass Báez persönliches Vermögen zwischen den Jahren 2003 und 2015 um 12.000 % gewachsen war, das Vermögen seines Unternehmens Austral Construcciones um 46.000 %. Dabei war der Argentinische Staat, bzw. konkret die Regierungen Néstor und Cristina Kirchners, einziger Auftraggeber des Unternehmens. Außerdem soll er Eigentumsrechte an 10 % der Landfläche der Provinz Santa Cruz erhalten haben.

### Verurteilung
Im Jahr 2016 wurde Báez verhaftet. Im Februar 2021 wurde Báez zu einer Haftstrafe von 12 Jahren verurteilt. Ebenso gab es Urteile gegen mehrere seiner Kinder. Báez kam jedoch nicht in Haft, sondern wurde in einem Haus im Großraum Buenos Aires unter Hausarrest gestellt. In der Zeitung Clarín wurde unter anderem kritisiert, dass dieses Haus großzügig ausgestattet sei, unter anderem mit großem Garten und Swimming-Pool, und er auch gelegentlich Besuch empfangen könne.
In einem weiteren Verfahren wurde Lázaro Báez am 6. Dezember 2022 gemeinsam mit der amtierenden Vizepräsidentin Cristina Fernández de Kirchner zu einer Haftstrafe von 6 Jahren verurteilt.